# Cutuba Foot-Ball Club
O Cutuba Foot-Ball Club foi um clube brasileiro de futebol extinto, da cidade de Fortaleza, capital do estado de Ceará.
Disputou o Campeonato Cearense de 1923,1924,1925 e 1926. Em 1927 foi extinto e seus atletas fundaram o Brasil Foot-Ball Club.